# Jimmy Nelson
Jimmy Nelson (Sevenoaks, Reino Unido). Es un fotógrafo fotoperiodista de habla inglesa, que comenzó en 1985 su viaje al Tíbet.

## Biografía
Jimmy Nelson nació en Sevenoaks, un condado de Kent, Inglaterra. Vivió toda su niñez en África, Asia y Sudamérica, hasta que, a los 8 años fue internado en un colegio  jesuita de Stonyhurst porque sus padres tenían que trabajar en el extranjero. Cuando tenía 16 años se enfermó debido al estrés y a una reacción contra la malaria, esto le produjo una pérdida total del cabello.
En 1985, a los 19 años, abandonó el internado y comenzó uno de sus primeros viajes, caminar por el Tíbet. Durante este viaje tomo una pequeña cámara, y fotografió cada lugar y momento durante el viaje. Este viaje duro aproximadamente un año. Después en su regreso, Nelson comenzó a trabajar como fotoperiodista profesional y se encargó de cubrir los gastos producidos durante el viaje.
En sus primeros trabajos como fotoperiodista, la variedad de temas que utilizó, van desde la participación de Rusia en Afganistán y la contienda en curso entre la India y Pakistán en Cachemira hasta el comienzo de la guerra en la ex Yugoslavia.
En 1992 Nelson fue contratado por Royal Dutch Shell Shell Oil, para crear y producir el libro “Retratos leterarios de China” y viajó por el país durante 36 meses, junto a su esposa Ashkaine Hora Adema.
Ashkaine Hora Adema, se convirtió en el socio comercial de Nelson. Luego, después de su finalización, las imágenes fueron expuestas en el Palacio de los niños en la Plaza de Tiananmen, en Beijing, esto creó un giro mundial en la vida de este gran fotógrafo Jemy Nelson.
A partir de 1997, Nelson comenzó a trabajar en publicidad comercial.
Un tiempo después se casó, y se fue a vivir con su esposa y sus tres hijos en Ámsterdam e Ibiza.

### Before They Pass Away
En 2009 comenzó a trabajar en el proyecto “Before They Pass Away”, que hasta el momento ha sido uno de sus proyecto más importantes de toda su trayectoria como fotógrafo.
Dicho proyecto, trata de un viaje que duro 3 años y fotografió a más de 35 pueblos indígenas de Europa, Asia, África, Sudamérica y el Pacífico Sur, usando una cámara de 50 años 4x5in.
Nelson dijo que el proyecto estaba inspirado en Edward.S Curtis y sus grandes fotografías de los nativos americanos en los Estados Unidos, recibían el nombre Nativos Americano.
Las tribus que Nelson fotografío incluyen el pueblo el pueblo de Huli (Huli) y las tribus de Kalam (Nueva Guinea), el pueblo de Dukha de Mongolia y el pueblo Mursi del Omo Río, en el sur de Etiopía.
Nelson tomó prestado los fondos de un multimillonario holandés, Marcel Boekhoorn.

## Controversia
En junio del 2014, el proyecto de Nelson “Before They Pass Away”, fue criticado por Stephen Corry, director de Survival International, el movimiento mundial por los derechos de los pueblos indígenas.
Stephen Corry criticó y atacó el trabajo de Nelson porque decía que presentaba imágenes falsas y dañinas de los pueblos tribales de la tribu. Esto fue consultado el 6 de junio de 2014.
Stephen Corry sostuvo que las fotos de Nelson tienen poca relación con la aparición de la gente indígena o con la forma en la que han aparecido.
A continuación escribió “En sus fotos de los Huaorani, los indios Waorani de Ecuador, los tiene desnudos, excepto por su cadena tradicional de cintura."
Los indios no sólo están despojados de sus ropas cotidianas, sino también de otros ornamentos manufacturados tales como
relojes y pinzas para el cabello. En la vida real, los Waorani contactados han usado ropa de forma rutinaria durante al menos una generación, a menos que se estén 'disfrazando' para los turistas.
Corry continúa alegando que Nelson no sólo presenta un retrato ficticio de la gente tribal, sino que lo más importante es que él describe la violencia a la que muchas de las tribus representadas están siendo sometidas y no menciona que muchos pueblos minoritarios, especialmente tribales, No están "desapareciendo", sino que están siendo destruidos por el robo ilegal de sus tierras y recursos.
Nelson defendió en su trabajo contra la crítica de supervivencia Internacional, en un artículo en el fotógrafo Aficionado diciendo que cada imagen es un “documento subjetivo y creativo del fotógrafo “.
Defendió su libro diciendo que nunca fue un reportaje, sino una “representación estética, romántica, subjetiva, iconográfica y humillante”.
Las fotografías que representan a las tribus remotas son “baloney”. El líder de la tribu papú Benny Wenda también criticó a Nelson por describir a su tribu como “headhuntera”, cuando en realidad nunca han practicado el canibalismo.
El Sr.Wenda dijo: "Los verdaderos cazatalentos son los militares indonesios que han estado matando a mi pueblo. Mi gente sigue siendo fuerte y luchamos por nuestra libertad. No estamos "muriendo", estamos siendo asesinados por los brutales soldados indonesios. Esa es la verdad".

## Publicaciones
•	Literary portraits of China (1997) (bajo el nombre de James Philip Nelson y su esposa Ashkaine hora Adema)
•	Before they pass away (2009) (publicado por france2)